# María Izquierdo (pintora)
María Cenobia Izquierdo Gutiérrez (San Juan de los Lagos, Jalisco, 30 de octubre de 1902-Ciudad de México, 2 de diciembre de 1955) fue una pintora mexicana, la primera mujer en exponer sus obras fuera de México, en 1930. Su primera exposición tuvo lugar en la Art Center Gallery de la ciudad de Nueva York. Aunque la mayoría de sus biógrafos aceptan el año 1902 como el de su nacimiento, algunos otros afirman que fue en 1906. Su obra se caracteriza por el uso de intensos colores y temáticas que incluyen autorretratos, paisajes, naturaleza, escenas del mundo del circo y de tradiciones mexicanas, representadas con estilo surrealista y expresionista.

## Biografía y trayectoria profesional

### Primeros años
A los cinco años de edad perdió a su padre, por lo que desde pequeña su educación fue delegada a sus abuelos hasta que su madre se casó nuevamente. Su infancia fue probablemente la razón de sus fuerzas libertarias como artista.

### Primeras obras
Sus primeras obras, las que comprenden el período de 1927 a 1930, muestran su entorno más inmediato: retratos de sus seres queridos y amigos, como el Retrato de Belem (1928), o Niñas durmiendo (1930), el cual es el retrato de su hija Amparo y una sobrina; así como naturalezas muertas y paisajes. Los paisajes revelan mucho del entorno que la envolvió en su tránsito desde su infancia rural y la vida adulta en la Ciudad de México. En algunas de sus obras aparecen incluso algunas industrias, las cuales existían contundentemente en el entorno y que, de esa manera, en 1930 llevó a cabo una composición de la cementera La Tolteca, con la que participó en un concurso artístico convocado por la misma empresa y que le otorgó una mención honorífica especial del jurado.

### Postura feminista

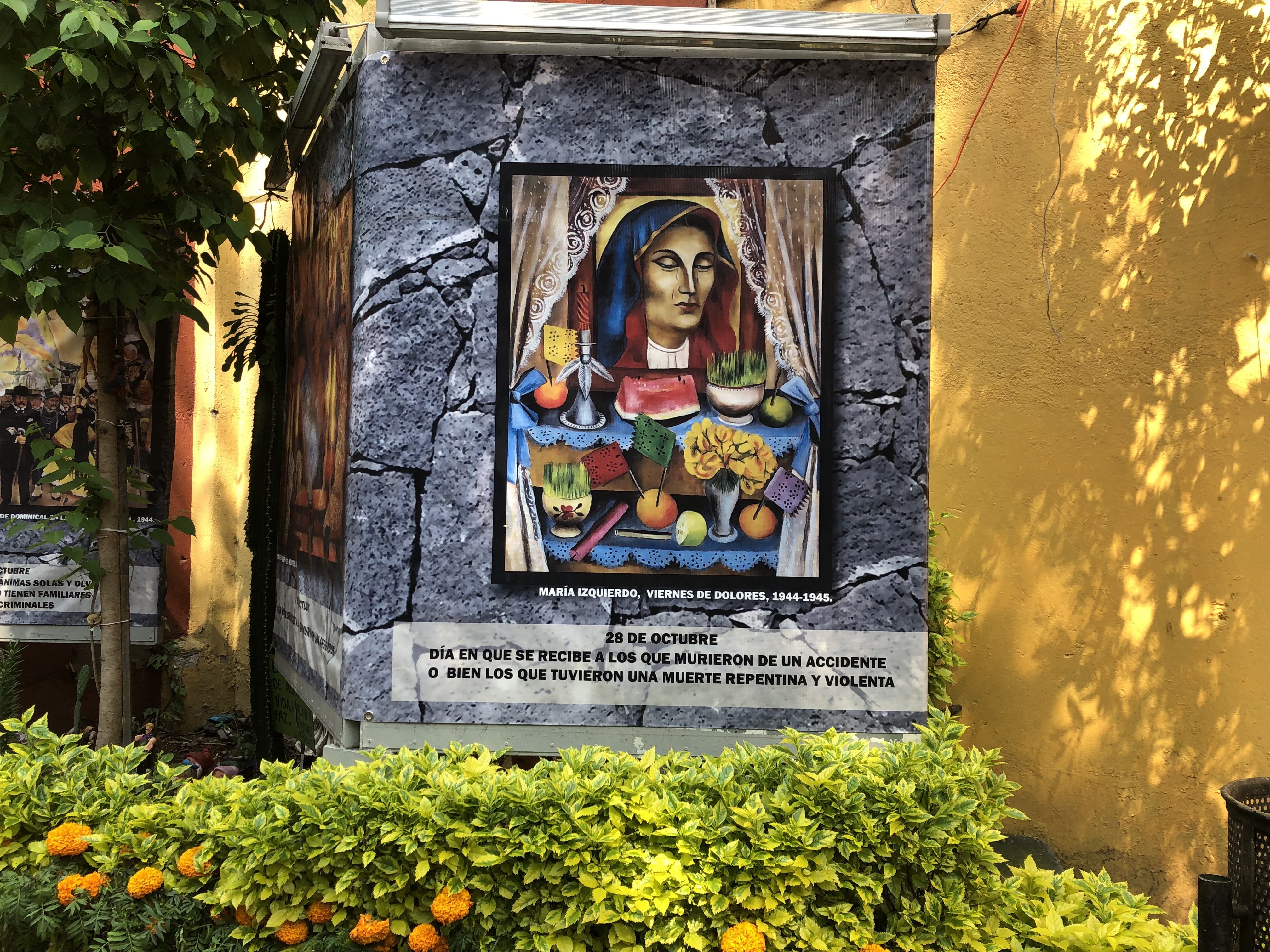
Pintura Homenaje a María Izquierdo.

La obra de la pintora está incluida dentro del contexto del arte posrevolucionario. Sus pinturas tienen importantes vínculos con el arte de vanguardia, pero relacionados con la mexicanidad. Izquierdo renunció a mostrar una historia anecdótica y a representar la figura del mestizo  tal como se muestra en el mural Epopeya del pueblo mexicano donde el muralista Diego Rivera "con una libertad de la que pocos artistas de la época gozaban, (...) desplegó su propia visión de la historia, con uno de los principios que regían entonces en el muralismo en edificios públicos". En lugar de esto, Izquierdo utilizó colores brillantes y fuertes,  que forman  atmósferas sombrías en tonalidades ocres y terrosas. A pesar de esto Izquierdo fue considerado por varios críticos de arte, escritores y poetas como pinturas primitivistas. En 1936, cuando el poeta Antonin Artaud visitó México refirió “Incuestionablemente María Izquierdo está en comunicación con las verdaderas fuerzas del alma india”.
Las pinturas de María Izquierdo tiene una iconografía variada ya que incluye naturalezas muertas, autorretratos, retratos, bodegones, altares de dolores, escenas de circo entre muchas obras. Una de las principales características de su obra es la reiteración de la figura femenina en muy diversos escenarios. En muchas de sus obras reinterpretó las tradiciones mexicanas y creó atmósferas sobre los objetos populares que ella seleccionó. Además de estas aproximaciones, es importante realizar un estudio de género, para  profundizar en la forma cómo entendió y representó a las mujeres.  
Durante la década de los treinta, Izquierdo se formó parte de un grupo contra fascista, coordinó Carteles Revolucionarios Femeninos para Bellas Artes. En esa exhibición participó con el carte Pulquería El Atorón y compartió la escena con otras artistas como Lola Álvarez Bravo, Regina Pardo, Celia Arredonde entre otras. Asimismo participó como miembro activo  de la Liga de Escritores y Artistas Revolucionarias y contribuyó en la causa de la expropiación petrolera realizando una subasta de arte mexicano. En esa misma década dio una conferencia por radio  titulada "La mujer y el arte" donde analizó el papel de las mujeres en dicho contexto. En ese texto estableció los límites y las condiciones de posibilidad  de la mujer posrevolucionaria, denunciando la opresión en la que viven las mujeres. Posteriormente, en la década de los cuarenta, escribió para la Revista Hoy varios textos donde exhibían cómo las problemáticas de la mujer artista. Además Izquierdo también denunció que muchas mujeres atacaban el trabajo de las mujeres artistas por desconocimiento.     
Izquierdo se le considera como una feminista ya que sus obras muestran a la mujer como una figura protagónica. Izquierdo realizó múltiples maternidades, retratos, y en la década de los cuarenta representa mujeres desnudas, arrodilladas y atadas a columnas en espacios metafísicos y atemporales, rodeados de lunas y estrellas. Estas mujeres muestran una gestualidad dolorosa y de desesperación. Esta pinturas  están influenciadas por la pintura de Antonin Artaud y coinciden con el momento de rompimiento con la relación amorosa con Rufino Tamayo. La representación de la mujer en la obra de Izquierdo contrasta enormemente de la de otros pintores de la época que representaban a la mujer de forma  materna y chovinista.
La forma cómo Izquierdo representó a la mujer es muy diferente a la forma cómo se representaba la mujer en el arte del México posrevolucionario, que se representa tanto en la pintura mural como de caballete, donde la mujer se asocia constante como madre, maestra y patria. En lugar de esto Izquierdo se atrevió a representar el silencio, el dolor y la melancolía, tal como ocurre en la obra Alegoría al trabajo, donde  una mujer desnuda y desesperada se inclina y se cubre el rostro con las manos, esto se sitúa en un  paisaje de colinas rojas y doradas. En el segundo plano se la composición se encuentra una figura masculina que semeja una deidad,  que surgen del cielo nublado. Esto se conecta con una esfera dorada cubierta con símbolos lunares y estelares. Los rayos de fuego disparadas por la esfera se extienden por el todo el paisaje.
Estas mujeres se caracterizan por su anonimato, en muchos casos los cuerpos han sido decapitados y se manifiesta por la intensa angustia. Estas imágenes están fuera del contexto biográfico y en cambio se presentan en espacios metafísicos, que evidencian la ausencia, vacío y angustia. Estas representaciones de mujeres atormentadas y torturadas contrastan con el gran colorido que poseen y con otras temáticas caracterizadas por su carácter más popular. Las representaciones de las mujeres muestran las condiciones de posibilidad de la mujer en el contexto posrevolucionario, así como las limitaciones y problemáticas a las que se enfrentaban.
En 1945, Izquierdo fue contratada para realizar un mural en el departamento del Distrito Federal. En los murales representados se iba a desarrollar la historia de la Ciudad de México. Sin embargo cuando ya estaba trabajando en la realización de los mismos, recibió una nota donde se cancelaba el mural. Se argumentaron razones técnicas, sin embargo se realizó una junta secreta donde Siqueiros, Orozco y Rivera le pidieron a Javier Rojo Gómez que cancelara el proyecto, porque una mujer no tenía las cualidades necesarias para realizar trabajo mural. Actualmente sólo se conservan los bocetos de este proyecto mural. Izquierdo denunció públicamente lo que había ocurrido sin embargo en lugar de recibir apoyo por parte de los críticos y artistas de la época fue injustamente atacada.
Las aportaciones de Izquierdo a la situación de la mujer son determinantes ya que denunció las problemáticas de las mujeres tanto teórica como plásticamente, asimismo se atrevió a acusar la hegemonía cultural del momento.  En su lugar Izquierdo mostró otra forma de representar a la mujer, sus espacios, sentimientos y posibilidades.

### Aguascalientes y Saltillo
Durante la infancia, migró a Aguascalientes y después a Saltillo, Coahuila. Muy joven, fue persuadida por su familia de contraer matrimonio con un militar: Cándido Posadas, con quien procreó tres hijos.

### Estudios en la Academia de San Carlos 1928-1930
Hacia finales de los años 20, ingresó en la Escuela Nacional de Bellas Artes, en enero de 1928, y se mantuvo como alumna de la antigua Academia de San Carlos hasta junio de 1929. Fue ahí donde se matriculó en la clase de pintura de Germán Gedovius, quien impartía la clase de colorido y composición, y años más tarde en pintura de figura. Cursó historia del arte con Antonio Caso y dibujó con Alberto Garduño. Tomando en cuenta que ella llevaba relativamente poco tiempo en la academia, comenzó a asistir a cursos avanzados, considerando que era una novata; incluso el maestro Germán Gedovius le concedió permiso para no asistir a la escuela y pintar y estudiar desde su casa ya que, como él decía: "la muchacha tenía mucha cabeza para la pintura".

### Palacio de Bellas Artes: primera exposición
En el Palacio de Bellas Artes de la Ciudad de México, había una galería de arte, atendida por Carlos Mérida y Carlos Orozco Romero. En esa galería se llevó a cabo la primera exposición de María Izquierdo, la cual fue muy comentada por las publicaciones de la época. La introducción al catálogo fue escrita por Diego Rivera, quien era ya director de la Escuela Nacional de Bellas Artes. En ese texto plasmó el gran desarrollo que había tenido la joven pintora, a la cual definió como una de las personalidades más atrayentes del panorama artístico y uno de los mejores elementos de la academia, considerándola "un valor seguro; seguro y concreto".

### Reseñas periodísticas
También surgieron muchas reseñas periodísticas sobre sus trabajos. Retrato de Belem, una de las primeras obras suyas de las que se tiene conocimiento, es un retrato en el que abandonaría el uso de la perspectiva académica, explorando y proponiendo en el terreno de lo compositivo.

### Escuelas de pintura al aire libre
Llevar a cabo este tipo de acciones significó cuestionar lo que había aprendido con su maestro Germán Gedovius, el cual le exigió un esfuerzo técnico totalmente distinto. Muchas de sus composiciones, realizadas por María en 1929, rememoran en buena medida los trabajos de las escuelas de pintura al aire libre, las cuales visitaba frecuentemente.

### Influencia de Rufino Tamayo; Raúl Uribe
Otra gran influencia que tuvo en esta época fue la del pintor mexicano Rufino Tamayo, el cual impartía clases en la Escuela Nacional de Bellas Artes y tenía afinidad con los proyectos de Diego Rivera. Entre ella y Tamayo hubo una relación profesional y afectiva, hasta que este la abandonó para casarse con Olga. Luego, María tuvo una relación con el pintor sudamericano Raúl Uribe, quien se encargó de vender su obra fundamentalmente a diplomáticos; finalmente, María solicitó el divorcio a Uribe, por sus infidelidades y alcoholismo.

### Década de 1930
Existen semejanzas entre sus pinturas y las de Tamayo en el período de 1929 a 1933 cuando compartían estudio. Al año siguiente, en 1930, en el Arts Center Gallery de Nueva York se celebró su primera exposición individual en los Estados Unidos, colocándola como la primera expositora mexicana en ese país. Su exposición contemplaba catorce óleos, que incluían naturalezas muertas, retratos y paisajes. En ese mismo año, la American Federation of Arts presentó, en el Metropolitan Museum of Art, una exposición de arte popular y pintura mexicana que incluyó obras de Rufino Tamayo, María Izquierdo, Diego Rivera y Agustín Lazo, entre otros.
El poeta francés Antonin Artaud conoció la obra de María Izquierdo en 1936 durante una visita a México, con la promoción del poeta en 1937 se expuso la obra de la pintora en París, Francia, en la galería Van den Berg. La obra de la artista también fue expuesta en otras capitales del arte como Tokio, Los Ángeles, San Francisco, Río de Janeiro y Bombay.

### Mural "El progreso de la Ciudad de México"
En 1945, María Izquierdo firmó un contrato con Javier Rojo Gómez, jefe del Departamento del Distrito Federal en esa época, para pintar un mural en las escaleras del edificio del Departamento del Distrito Federal con el tema "El progreso de la Ciudad de México". La pintora presentó varios bocetos en los que presentaba propuestas sobre este concepto y también creó pinturas a gran formato como pruebas de que era capaz de trabajar el espacio de aproximadamente 150 metros cuadrados que comprendían los muros de las escaleras. Debido a las fuertes críticas de Diego Rivera, José Clemente Orozco y David Alfaro Siqueiros en contra de a artista el contrato fue revocado. Hasta el día de hoy ese espacio del edificio permanece vacío.

### Fallecimiento

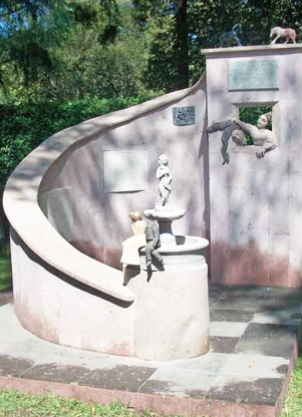
Sepulcro de María Izquierdo en la Rotonda de las Personas Ilustres (México).

Años después de que varios episodios cerebrovasculares la atacaran, una hemiplejia le dio muerte el 2 de diciembre de 1955. Murió pobre en la Ciudad de México. Sus restos se depositaron en la Rotonda de las Personas Ilustres, en el Panteón Civil de Dolores, el 22 de noviembre de 2012.
En el 2009, la Unión Astronómica Internacional bautizó un cráter de Mercurio con su nombre como reconocimiento a la obra de la pintora mexicana. Otro cráter del mismo planeta lleva el nombre de la poeta mexicana Sor Juana Inés de la Cruz.

## Destino de su obra
La mayoría de sus obras se encuentran en las más importantes colecciones de Museos y de colecciones privadas de arte Mexicano.

### Algunos de sus cuadros
- Retrato de Belem, 1928
- La Sopera, 1929
- El teléfono, 1931
- Hombre con caballo, 1932
- Naturaleza muerta, 1932
- El domador, 1932
- Calvario, 1933
- Alegoría del trabajo, 1936
- Alegoría de la libertad, 1937
- La raqueta, 1938
- Caracoles, 1939
- Retrato de Juan Soriano, 1939
- Ensayo de ballet, 1939
- El circo, 1939
- El mantel rojo, 1940
- El ronzal azul, 1940
- Estación tropical, 1940
- Escena de circo, 1940
- El baile del oso, 1940
- Retrato de María Asúnsolo, 1941
- El alhajero, 1942
- Mi tía, mi amiguito y yo, 1942
- Guachinango, 1943
- Troje, 1943
- Orquídeas, 1944
- Viernes de Dolores, 1944 – 45
- Coscomates, 1945
- Retrato de Edmé Moya, 1945
- Zapata, 1945
- Payasos, 1945
- Naturaleza muerta con huachinangos, 1946
- Armario abierto, 1946
- Llamas de Machu Pichu, 1946
- Caballos en el río, 1946
- El idilio, 1946
- La niña indiferente, 1947
- Autorretrato, 1947
- Alacena, 1947
- La soga, 1947

## Archivo María Izquierdo
El Archivo María Izquierdo es el archivo personal de la artista. Posee información y documentos sobre el arte, cultura y mujeres mexicanas. Fue adquirido por el Instituto Nacional de Bellas Artes en el 2005 y después de 10 años en bodegas, revisión y catalogación están a cargo del Museo de Arte Moderno.

### Acervo
El acervo está conformado por:
- más de 900 documentos hemerográficos
- más de 900 cartas
- 350 fotografías (entre retratos personales y de su obra)

Asimismo, incluye documentos, bocetos y dibujos relacionados con el trabajo de María Izquierdo; varios de ellos ya han sido digitalizados.
Críticas  de arte  para la Revista Hoy  entre 1942-43
- “Arte. Antonio Ruiz.” Hoy, 21 de noviembre de 1942. [26]
- “Arte: Arturo Faber.” Hoy, 1942. [27]
- “Arte. Ann Mendalie.“ Hoy, noviembre de 1942. [28]
- “Arte. Pintores cubanos contemporáneos.” Hoy, 1942.[29]
- “Arte. Tina Modotti.” Hoy, 11 de abril de 1942.[30]
- “Arte. Nueve pintores mexicanos.” Hoy, 1942.[31]
- “Arte. La pintora chilena Mireya Lafuente.” Hoy, 1942.[32]
- “Las Galería de Arte y el Salón 1941.” Hoy, 1943.[33]
- “Arte Andreé Malebranche.” Hoy, 1943.[34]

Nueve crónicas de viaje para el periódico Excélsior en 1945. Escribió  La Galería de Arte mexicano de Inés Amor en 1942 para la Revista Novedades, el artículo  "Carlos Mérida, un pintor chiapaneco" para la revista Voz de Chiapas en 1949, "Carta a las mujeres de México" para el periódico Zócalo en 1950. Conferencia  por radio intitulada "La mujer y el arte" en 1939.  Escritos de carácter autobiográfico ¿Cuáles han sido sus anécdotas en el más allá? para la Revista Confidencias  en 1945, el artículo "María Izquierdo" para la Revista Verdisela  en 1950  y un manuscrito inédito  que dictó en 1953. 

### Exposiciones
Algunos documentos del archivo se han presentado en una exposición de más de 200 documentos y fotografías junto con obras de Izquierdo como Retrato de Belem, Retrato de Ninfa Santos con su hija Juana Inés y Mujer con tres columnas.